# De interland
De interland is een hoorspel van Jean Thibaudeau. Reportage d’un match international de football verscheen in 1961 in het tijdschrift Tel Quel (nrs. 8 en 9) en werd op 8 november 1961 door France 3 uitgezonden. Op 14 januari 1962 zond de Süddeutscher Rundfunk het hoorspel uit onder de titel Die Fußballreportage. De KRO bracht het in het programma Dinsdagavondtheater op dinsdag 18 oktober 1966 (met een herhaling op dinsdag 1 augustus 1967). De vertaling was van Emile van Dulken; de regisseur was Léon Povel. De uitzending duurde 55 minuten.

## Rolbezetting
- Fé Sciarone (vertelster)
- Broes Hartman & Henk Voges (verslaggevers)
- Jean Lenoir (Franse reporter)
- Gérard Verlinden (Italiaanse reporter)
- Hans Veerman (Duitse reporter)
- Jan Starink (Jean Thibaudeau)
- Inez Geurts (interviewster)
- Eva Janssen & Hans Karsenbarg (reclamestemmen)
- Huib Orizand (reporter autoraces)
- Joke Hagelen, Nina Bergsma, Paula Majoor, Hans Karsenbarg & Alex Faassen jr. (kinderstemmen)
- Jeanne Verstraete (jonge vrouw)
- Jan Borkus (jonge man)

## Inhoud
Dit stuk demonstreert hoe de middelen van de Nouveau roman, gebruikt voor het hoorspel, een in klank en stijl heel eigen dramaturgische conceptie doen ontstaan. In de vorm van een montage wordt de gelijktijdigheid van verschillende gebeurtenissen geëvoceerd: uitgaande van een voetbalwedstrijd in het Stade de Colombes ontplooit zich het panorama van een zomerse zondagmiddag. Zonder het eigenlijke gebeuren op het speelveld te verlaten, wordt de aandacht van de toehoorder onverwachts naar de meest verscheiden andere gebeurtenissen afgeleid en toch steeds weer naar het uitgangspunt teruggeleid.